# Selección femenina de voleibol de Panamá
La selección femenina de voleibol de Panamá es la selección nacional que representa a la Panamá en torneos internacionales femeninos de voleibol. 

## Historia
El equipo muy sobre ponderado jugó en el Campeonato NORCECA 2011 bajo la dirección de Reynaldo Ortega. El equipo terminó en el noveno lugar.

## Resultados

### Campeonato NORCECA
- 1969 — 7.º lugar
- 1971 a 1983 — No participó
- 2003 a 2009 — No participó
- 2011 — 9° lugar